# Канала
„Канала“ е квартал на град София, България, разположен в район „Искър“, югоизточно от центъра на града.
Разположен е източно от Дружбенското езеро и граничи с промишлената зона „Искър“ на североизток, а в другите посоки е ограден от квартал „Дружба“.

## Улици и произход на имената им
| Път             | Наречен на                          | Местоположение |
| --------------- | ----------------------------------- | -------------- |
| „Илия Бешков“   | Илия Бешков (1901 – 1958), художник | Карта          |
| „Искърско шосе“ | Искър, река в Западна България      | Карта          |
| „Канала“        | ?                                   | Карта          |